# Újpetre
Újpetre es un pueblo ubicado en el distrito de Siklós, en el condado de Baranya, Hungría.

## Superficie
Posee una superficie de 16,71 kilómetros cuadrados.

## Demografía
Hasta 2019 la población era de 935 habitantes, con una densidad de población de 55,95 habitantes por kilómetro cuadrado.